# Koncentrační tábor Buchenwald
Koncentrační tábor Buchenwald byl založen v červenci 1937 několik kilometrů od města Výmar (Weimar) ve spolkové zemi Durynsko (Thüringen).

## Vězni
Z počátku války měl tábor jen několik tisíc (většinou německých, politických) vězňů, avšak v průběhu války se tábor velkou rychlostí začal naplňovat a rozšiřovat. Na začátku války měl tábor 12 600 vězňů. Na konci roku 1944 jejich počet kolísal kolem 60 000, v únoru roku 1945 dokonce 86 000, v dubnu téhož roku 41 000. Počet vězňů ke konci války velmi fluktuoval, mj. kvůli tomu, že spolu s ústupem Wehrmachtu Němci stahovali vězně ze vzdálenějších táborů v blízkosti postupující fronty směrem k Berlínu. Táborem za dobu jeho existence prošlo 240 000 vězňů, mezi nimi i 7783 českých a slovenských politických vězňů, z nichž 818 zde zemřelo.
V koncentračním táboře byl také vězněn Antonín Kalina z Třebíče – zachránce židovských dětí z Kinderblocku 66. V roce 2012 ho ocenil Izraelský památník obětí holocaustu Jad vašem titulem Spravedlivý mezi národy.

### Vězeňkyně
V drtivé většině byli vězni muži. Žen bylo v Buchenwaldu mezi 500 a 1000, v první vlně sem byly zavlečeny z Ravensbrücku v roce 1941 převážně coby politické vězeňkyně a v táboře byly nuceny k prostituci. Druhá vlna byla do Buchenwaldu uvržena z Osvětimi, Ravensbrücku a Bergen-Belsenu na přelomu let 1944/45. V koncentračním táboře Buchenwald byla mimo jiné vězněna a nakonec zemřela i italská princezna, dcera Viktora Emanuela III., Mafalda Marie.

## Úmrtí
- Vraždy zastřelením: 8483
- Vraždy oběšením: 1100 (odhad)

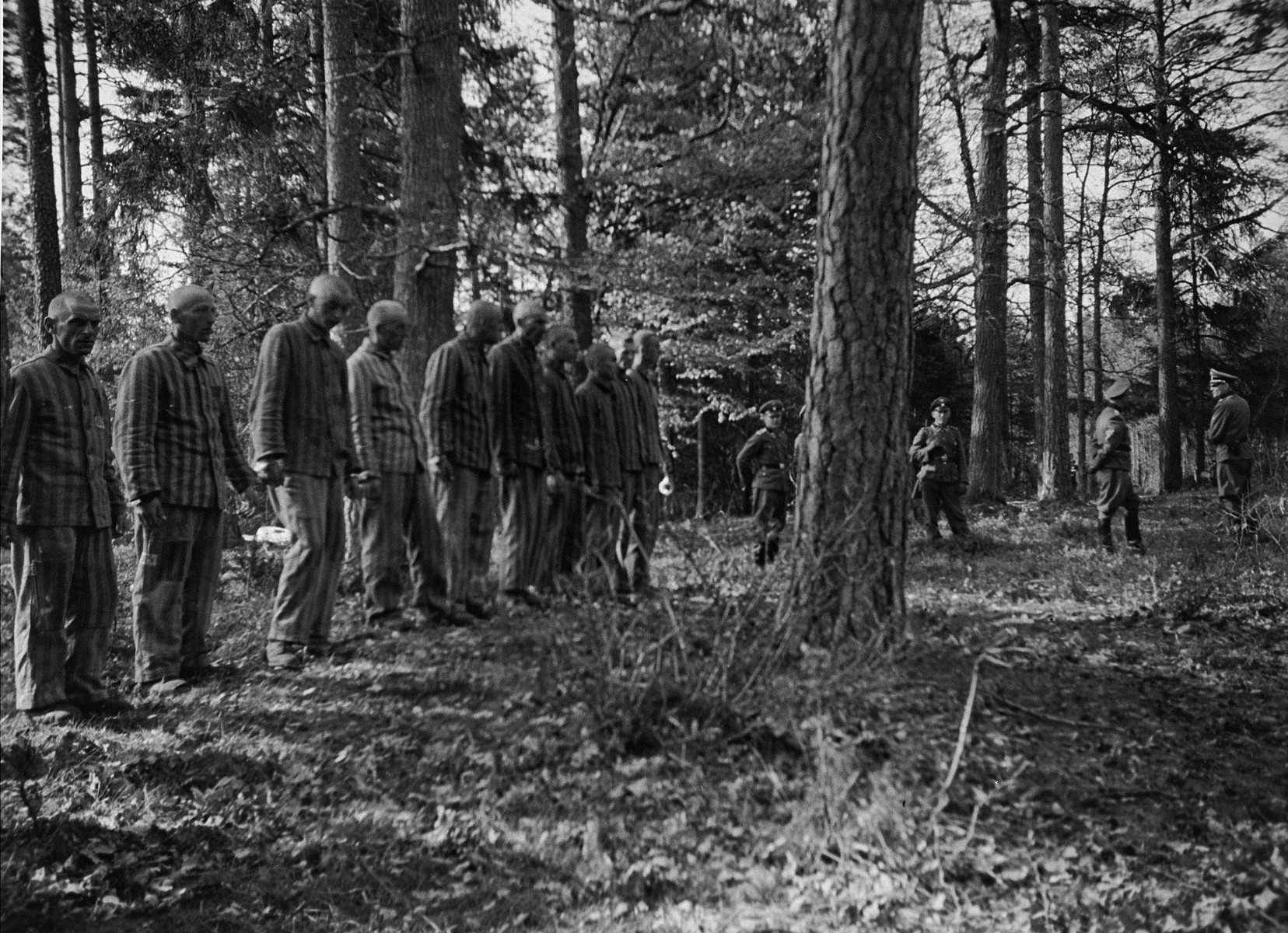
Polští vězni z Buchenwaldu krátce před popravou 11. května 1942

- Úmrtí během transportů: 12 až 15 tisíc (odhad)[2]
- Součet: 56 545
- Úmrtí podle materiálů, co zůstaly po SS: 33 462, včetně úmrtí v okolních (satelitních) táborech

## Komandatura

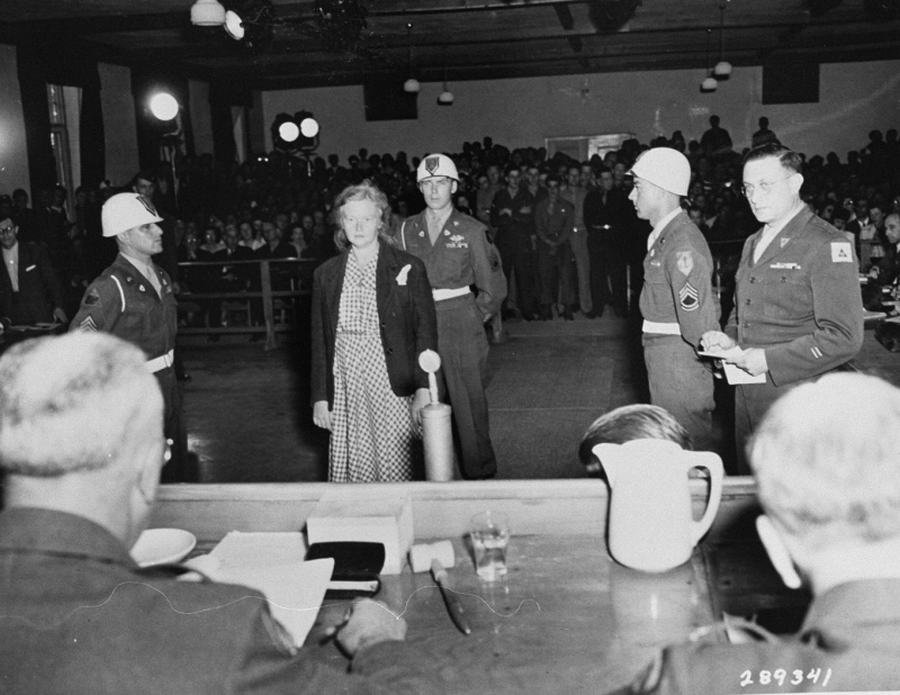
Ilsa Kochová před soudem v roce 1947

V komandatuře tábora působili nejdříve SS-Obersturmbannführer Karl-Otto Koch (od 1. srpna 1937 do července 1941) a SS-Standartenführer Hermann Pister (v letech 1942 do 11. dubna 1945). Manželka prvního z nich, Ilse Kochová, vedoucí strážkyně, která pod sebou měla celou ženskou část tábora, byla pověstná svou krutostí a brutalitou, za kterou si získala přezdívky buchenwaldská bestie nebo čarodějnice z Buchenwaldu . Otto Koch byl na přelomu let 1941/42 obviněn z několika trestných činů (mj. korupce, finanční podvody, černý trh a vykořisťování vězňů pro osobní zisk), uvězněn v táboře a několik dní před osvobozením (5. dubna 1945) popraven zastřelením. Jeho žena (která poté „působila“ v táboře Majdanek) byla krátce po válce odsouzena na 4 roky, které ji byly změněny na 2, po nichž byla ihned souzena znovu mezinárodním vojenským tribunálem, z kterého odešla s doživotním trestem. V roce 1967 spáchala sebevraždu. Hermann Pister se s příchodem amerických jednotek pokusil o útěk, ale byl chycen a v roce 1947 souzen s vyhlídkou trestu k smrti, ale zemřel v cele na srdeční potíže v září 1948.

## Zoologická zahrada

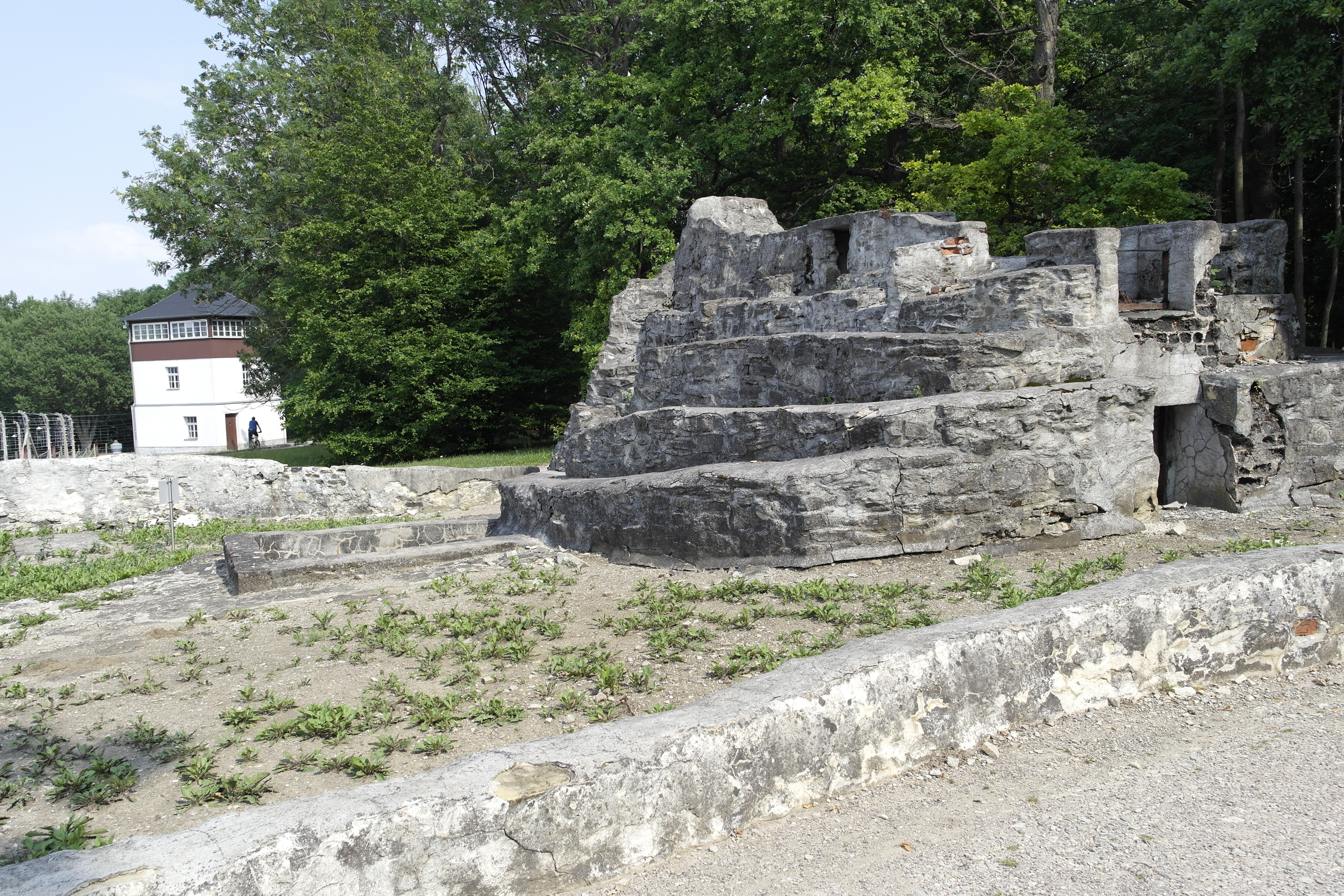
Medvědí výběh

V prostoru mezi plotem a budovou politické agendy gestapa vznikl již v průběhu roku 1937 výběh pro medvědy "Bärenburg". Dle expertízy lipské zoologické zahrady je zřejmé, že stavba byla povolena 23. července 1937. 14. května 1938 byla dále Heinrichem Himmlerem nařízena stavba sokolnice v bezprostředním okolí koncentračního tábora. Skládala se ze dvou pavilonů pro orly a sedmi prostorných voliér. Se stavbou, na které pracovali vězni z tábora, se začalo v listopadu 1938 a dokončena byla o rok později. Stavba měla vyjít na 135 tisíc říšských marek. Oba objekty měly sloužit k odpočinku příslušníků jednotek SS a řádné reprezentaci. Své děti tam pravidelně brával také hlavní velitel koncentračního tábora Karl-Otto Koch. Nejpozději od léta 1941 byla sokolnice každou neděli v odpoledních hodinách otevřena pro veřejnost. Vstupné pro dospělé činilo 50 a pro děti a uniformované 20 feniků. Dokonce bylo provozována autobusová linka z centra Výmaru až k táboru.
O zvířata se staralo 33 vězňů, kterým se nevyhnula četná poranění způsobená zvířaty, a dva veterináři. Pokud některé z chovaných zvířat zemřelo, byly vymáhány finanční náhrady z řad vězňů, zejména bývalých židovských obchodníků. V historických pramenech jsou zachovány záznamy o pošlém vlku (či psu), za kterého byli vězni nuceni vydat 4 tisíce říšských marek, a o medvědovi Bettim, který byl vypuštěn z výběhu a zastřelen, za něhož bylo od vězňů vymoženo 8 tisíc říšských marek.
24. července 1940 byl areál částečně poničen britským náletem. Však hned záhy bylo přikročeno k opravám. V roce 1940 si objekt u příležitosti návštěvy durynských nacistů osobně prohlédl také generální zmocněnec pro distribuci pracovních sil Fritz Sauckel.

Roku 1943 byli v prostorách velkolepé sokolnice drženi prominentní vězni, ke kterým mimo jiné patřili francouzští premiéři Léon Blum a Édouard Daladier.

## Osvobození Buchenwaldu

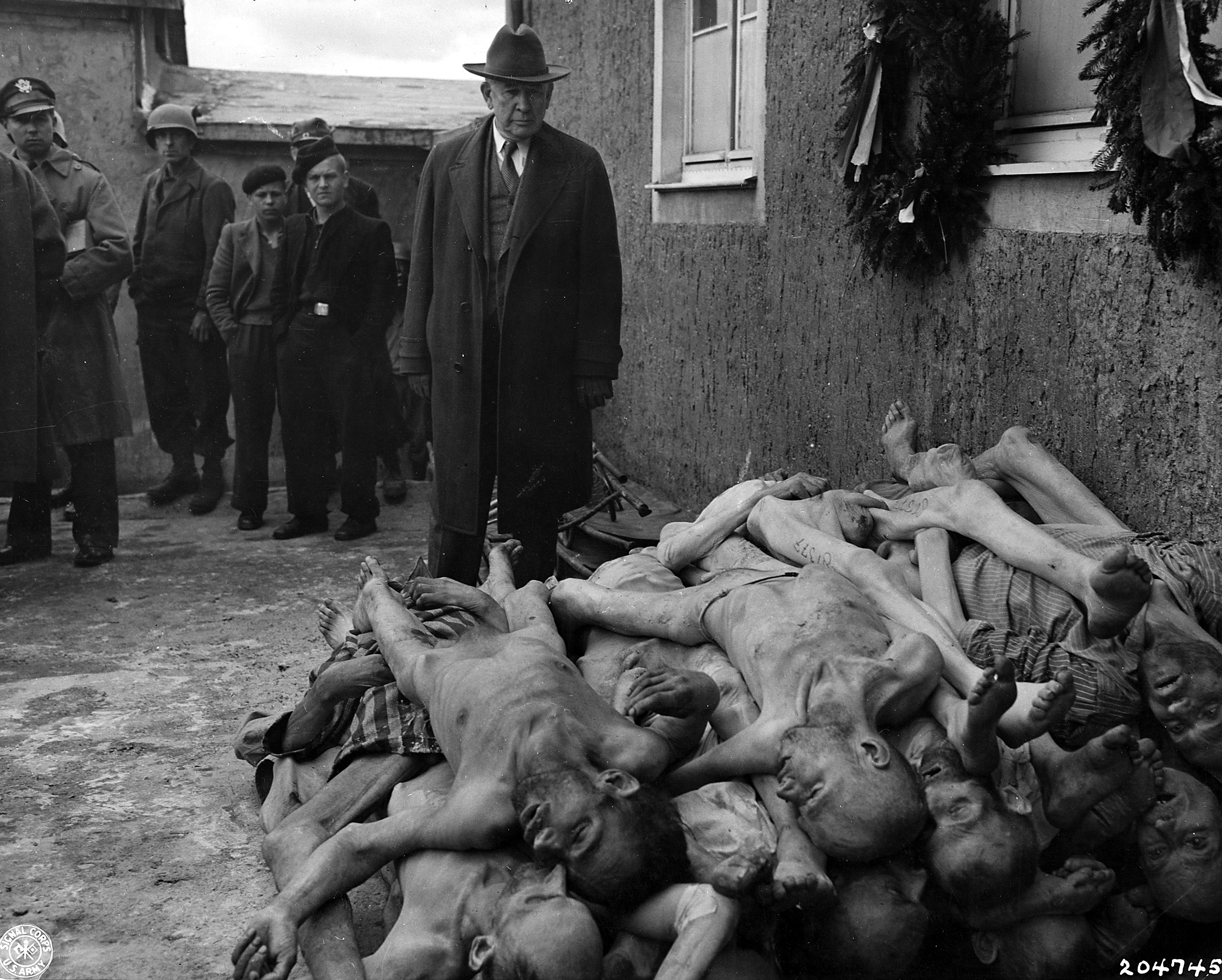
Mrtvá těla objevená po osvobození tábora v dubnu 1945

K osvobození Buchenwaldu došlo za dramatických okolností 11. dubna 1945 americkými jednotkami (ARCENT, tzv. třetí armáda, 89. infantérie). Mezi vězni existovala odbojová organizace (převážně z řad komunistů a sociálních demokratů, jak židů tak křesťanů), která se tajně scházela, projednávala možný ozbrojený převrat a dokonce propašovala do tábora munici a zbraně (od roku 1942 získala 91 pušek a jeden kulomet), s kterými učila své členy zacházet. Navíc měli vězni k dispozici zprávy z fronty díky ukrytému rádiu, na černo vyrobeném jedním z nich (Gwidonem Damazynovem).

## Po válce
V letech 1945–1950 sloužil Buchenwald sovětské NKVD jako „Speciální tábor číslo 2“, součást sítě speciálních táborů NKVD, začleněné do soustavy gulag. Podle sovětských zdrojů zde zemřelo 7113 vězňů.
V říjnu 1950 bylo rozhodnuto, že tábor bude zbourán. Zlikvidováno bylo všechno kromě hlavní brány, dvou strážných věží, lazaretu a krematoria. V roce 1958 byl přeživším a obětem tábora na místě postaven pomník.

## Inspirovaná díla
- Děj románu Nahý mezi vlky německého autora Bruno Apitze se odehrává v KT Buchenwald. Román byl také zfilmován (v letech 1963 a 2015)